# Pfarrkirche Feldkirchen bei Mattighofen

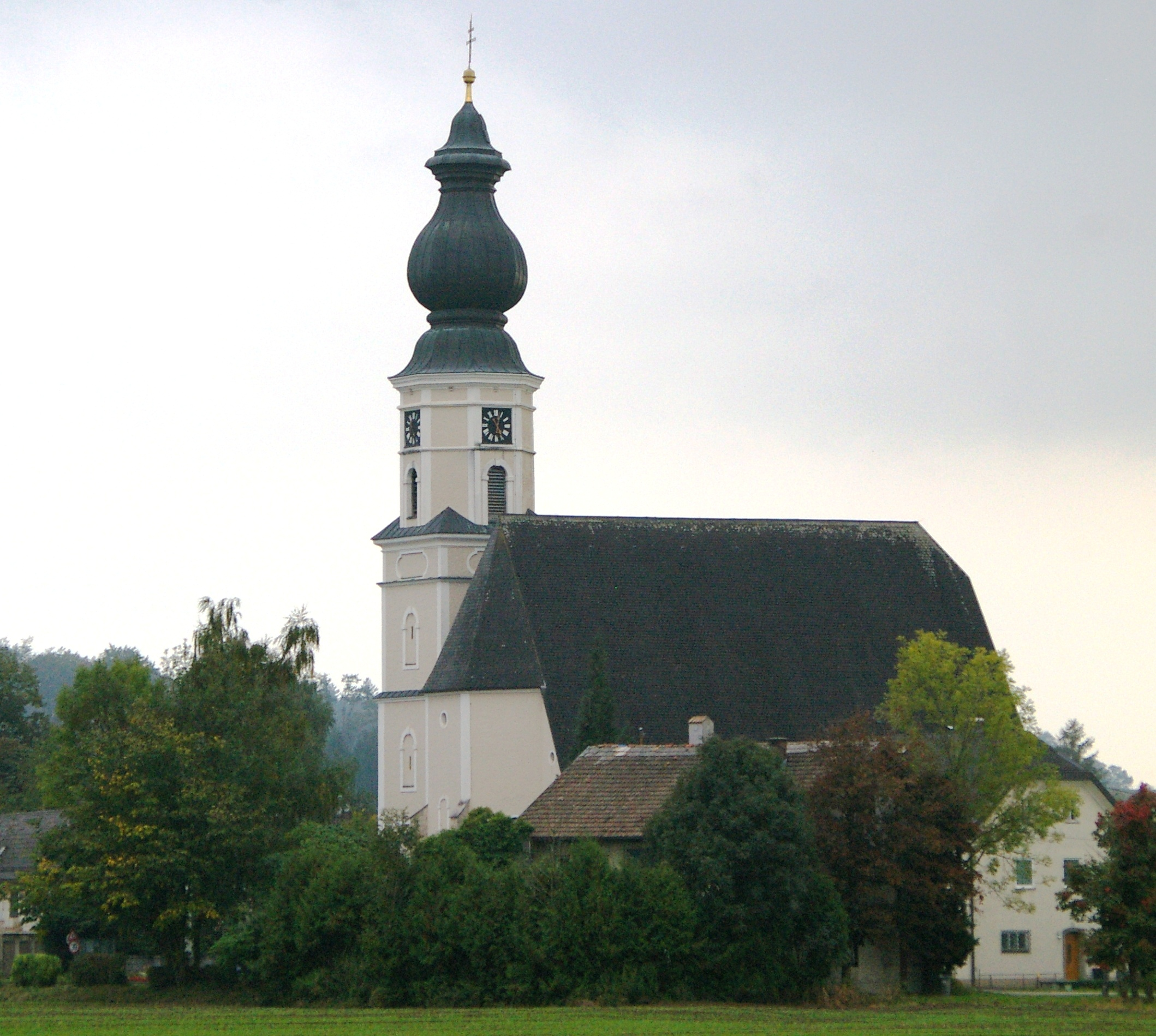
Kath. Pfarrkirche hl. Andreas in Feldkirchen

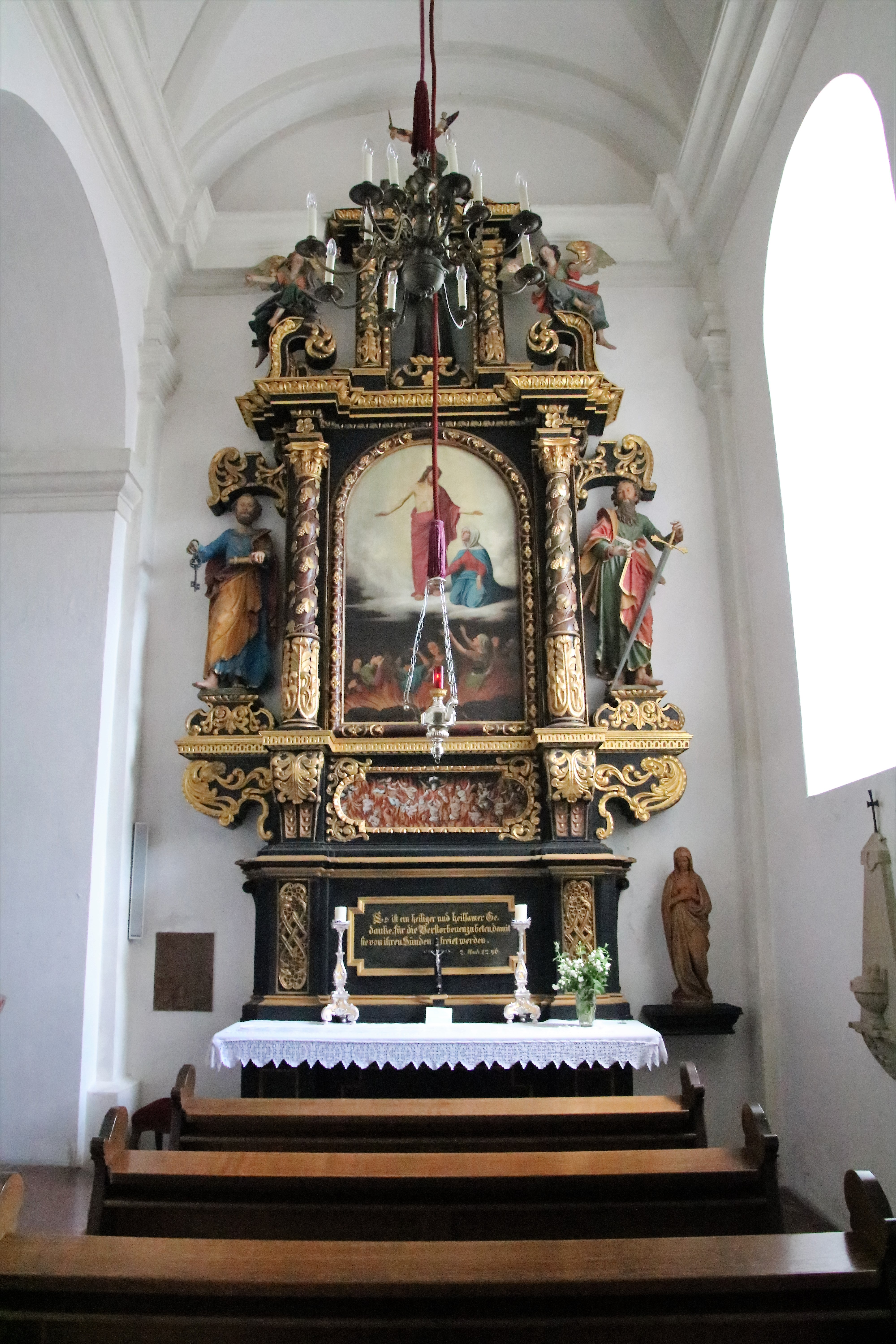
Altar der Arme-Seelen-Kapelle

Die römisch-katholische Pfarrkirche Feldkirchen bei Mattighofen steht im Ort Feldkirchen in der Gemeinde Feldkirchen bei Mattighofen in Oberösterreich. Die  Pfarrkirche hl. Andreas gehört zum Dekanat Mattighofen in der Diözese Linz. Die Kirche und der Kirchhof stehen unter Denkmalschutz.

## Geschichte
Eine Kirche wurde 1025 urkundlich genannt. Die ursprünglich gotische zweischiffige Kirche in der Art der Spitalskirche in Braunau wurde um 1444 geweiht. Nach dem Einsturz des Turmes (1693) und einem Abbruch des Gewölbes des Langhauses nach einer Schwächung des Gewölbes durch die Herausnahme der Pfeiler mit Adam Wieser (1696) erfolgte eine Wiederherstellung mit Domenicus Christoph Zuccalli (1696/1697) und damit die Umgestaltung von einer gotischen Hallenkirche in einen italienisierenden Einheitsraum.

## Architektur
Vom gotischen Kirchenbau sind die Strebepfeiler an der Nordseite und ein Teil der Außenmauern erhalten. Das einschiffige dreijochige Langhaus ist im Mitteljoch mit einer gedrückten Tonne gewölbt und in den beiden äußeren Jochen mit Gewölbesegeln. Die Wandpfeiler sind eingezogen. Der eingezogene überhöhte zweijochige Chor mit einem Dreiachtelschluss hat ein Stichkappengewölbe. Langhaus und Chor wurden 1697 mit einfachem Stuck ausgestattet. Die dreiachsige Westempore hat eine Brüstungsmauer mit Stuck aus 1730/1740. Der barocke Turm südlich des Chores wurde oben in ein Achteck übergeführt und trägt einen Zwiebelhelm. Im Erdgeschoß des Turmes ist eine zweijochige Armenseelenkapelle mit einem flachen Tonnengewölbe, die Kapelle ist zum Chor geöffnet und wurde mit einem Gitter aus Schmiedeeisen aus dem Ende des 17. Jahrhunderts abgeschlossen. Das gotische Südportal mit einer gotischen Vorhalle und eine danebenliegende Ölbergkapelle mit einem gotischen Rippengewölbe. Das gotische Sakristeiportal hat eine Tür mit gotischen Beschlägen.

## Ausstattung
Der Hochaltar ist aus 1694. Die Altarbilder malte Ignaz Franz Schinagl. Die Bildwerke schuf Sebastian Hagenauer aus Braunau (1697). Der Tabernakel ist im Stil des Rokoko. Den linken Seitenaltar hl. Maria aus 1658 schufen der Tischler Sebastian Dusler und Bildhauer Balthasar Mayr, beide aus Burghausen. Der rechte Seitenaltar hl. Sebastian entstand um 1745/1750. Die Kanzel aus 1696 schufen der Tischler Leonhard Enzensberger und Bildhauer Sebastian Hagenauer. Das holzgeschnitzte Oratorium, das Chorgestühl und die Stuhlwangen entstanden mit Hagenauer (1697). Über dem Südportal ist ein Kruzifix aus der zweiten Hälfte des 17. Jahrhunderts. Der Taufstein ist aus dem 16. Jahrhundert. Die Kreuzwegbilder sind aus 1735. Die Orgel wurde 1885 von Martin Hechenberger aus Passau erbaut.
Der Altar der Armenseelenkapelle entstand um 1670. Die Sakristeieinrichtung entstand um 1700.